# Poble Lliure
Poble Lliure (PL) és una organització política independentista i d'esquerres dels Països Catalans. Va ser fundada el 2014 i s'hi van integrar el Moviment de Defensa de la Terra i altres membres de l'Esquerra Independentista. Representa la branca més partidària de la transversalitat de l'independentisme de l'entorn de la CUP, contraposada sovint a Endavant.

## Ideologia
Poble Lliure es declara independentista, socialista i feminista. El seu àmbit d'actuació són els Països Catalans. Forma part de l'Esquerra Independentista.
Considera la Candidatura d'Unitat Popular com l'organització de masses de la Unitat Popular als Països Catalans. Forma part del seu Grup d'Acció Parlamentària. Està vinculada als sectors de l'Esquerra Independentista que, en el seu moment, van mostrar-se partidaris de concórrer a les eleccions al Parlament de Catalunya de 2012 i al Parlament Europeu de 2014.
El seu referent juvenil és la Forja. El seu referent sindical és la Intersindical-CSC. I el seu referent estudiantil és el Sindicat d'Estudiants dels Països Catalans.
D'altra banda, més enllà del MCAN, aposta per treballar en plataformes àmplies que siguin expressió del que anomenen "Poble en lluita". Així, sosté que la seva militància participa en assemblees d'aturats i pels drets socials, en plataformes de lluita pel territori (PDE, Contra les línies d'alta tensió elèctrica, etc.), antimilitaristes, de solidaritat internacionalista, la Plataforma pel Dret a Decidir del País Valencià o l'Assemblea Nacional Catalana (ANC), expressió organitzada del sobiranisme al Principat de Catalunya.

## Història
Neix el novembre del 2014 a partir de la confluència de militants històrics de l'independentisme combatiu dels anys vuitanta i noranta, de militants del Moviment de Defensa de la Terra i de Maulets, el jovent independentista i revolucionari, dels sindicats estudiantils i "gent vinculada a moviments de defensa del territori, l'habitatge i els drets socials".
Poble Lliure va celebrar la seva I Assemblea Nacional el 12 de juny de 2016 a Cotxeres de Sants. A la tarda del mateix dia va celebrar un acte polític on va proposar l'"Acord Patriòtic de les Esquerres Catalanes".
A les eleccions generals d'abril de 2019, Poble Lliure va impulsar la candidatura Front Republicà, després que la CUP descartés presentar-se a aquells comicis. En la repetició de les eleccions, el novembre del mateix any, la CUP decideix presentar-se, sent Albert Botran, militant de Poble Lliure, un dels diputats obtinguts per aquesta.
El 26 de juliol de 2020 va celebrar la III Assemblea Nacional de la formació. El 2 d'octubre de 2022 va portar a terme la seva IV Assemblea Nacional.
El maig de 2024, després d'uns mals resultats a les eleccions al Parlament de Catalunya de 2012 de les forces independentistes es va deure a l'abstenció, i va reclamar una renovació dels lideratges i iniciar una nova estratègia realista, i en el cas de la CUP, amb el reforç del discurs nacional-popular desacomplexat.